# Arabis pterosperma
Arabis pterosperma är en korsblommig växtart som beskrevs av Michael Pakenham Edgeworth. Arabis pterosperma ingår i släktet travar, och familjen korsblommiga växter. Inga underarter finns listade i Catalogue of Life.